# Dãy núi Long Môn
Dãy núi Long Môn (tiếng Trung: 龙门山, Hán-Việt: Long Môn sơn) là một dãy núi chủ yếu nằm tại khu vực phía bắc tỉnh Tứ Xuyên, Trung Quốc. Nó cũng là khu vực có phong cảnh đẹp có tiếng.
Dãy núi Long Môn là ranh giới phía tây bắc của bồn địa Tứ Xuyên, chạy theo hướng đông bắc-tây nam. Phía đông bắc nó bắt nguồn từ huyện Thanh Xuyên, địa cấp thị Quảng Nguyên, trong khu vực là ranh giới giữa hai tỉnh Tứ Xuyên và Thiểm Tây, phía tây nam chạy tới khu vực nằm trong huyện Lô Định thuộc châu tự trị dân tộc Tạng Cam Tư ven sông Mân Giang, tổng cộng dài khoảng 500 km, bề ngang ước đạt 30–70 km, độ cao trung bình 1.000-1.500 m, chạy qua các địa cấp thị như Quảng Nguyên, Miên Dương, thành phố Thành Đô cùng châu tự trị dân tộc Tạng-Khương A Bá. Nó là đường phân giới giữa bồn địa Tứ Xuyên với cao nguyên Xuyên Tây. Ngọn núi cao nhất trong dãy núi này là Cửu Đính sơn, với độ cao 4.984 m trên mực nước biển, nằm trong địa phận thành phố cấp huyện Bành Châu.
Dãy núi Long Môn trước đây còn gọi là "Trà Bình sơn" hay "Tiên sơn", theo truyền thuyết là quê hương của Đại Vũ. Trong dãy núi này có Ngân Hán câu cùng vô số điểm có cảnh quan đẹp, với các loài động thực vật quý hiếm như củng đồng (Davidia involucrata), thủy sam (Metasequoia glyptostroboides), ngân hạnh (Ginkgo biloba), gấu trúc lớn (Ailuropoda melanoleuca), gấu trúc nhỏ (Ailurus fulgens). Trong khu vực dãy núi Long Môn người ta đã thành lập Khu bảo hộ tự nhiên cấp quốc gia Bạch Thủy Hà, Khu cảnh quan cấp quốc gia Long Môn Sơn, Công viên địa chất Long Môn Sơn (chủ yếu ở khu vực thuộc Bành Châu) và Vườn rừng rậm cấp quốc gia Bạch Lộc, đều là các khu bảo hộ tự nhiên.
Ngày 12 tháng 5 năm 2008, tại khu vực dãy núi Long Môn đã xảy ra động đất Vấn Xuyên năm 2008 với tổn thất nặng nề.